# Oriolus albiloris
Oriolus albiloris là một loài chim trong họ Oriolidae.